# Fishmans
Fishmans (en japonés: フィッシュマンズ) es una banda de rock experimental y dub japonesa formada en 1987 en Minato, Tokio. Es conocida por el uso de sonidos psicodélicos y la voz andrógina de su cantante, Shinji Sato. Fishmans permaneció como una banda de perfil underground durante su período de actividad y se separó con la muerte de Sato en 1999. Sin embargo, el grupo se popularizó más tarde a través de internet, obteniendo un estatus de culto en las comunidades en línea. The Japan Times describió los álbumes Aerial Camp y Long Season como «puntos de referencia dentro del género del rock japonés».

## Historia
La banda se formó en 1987 como un grupo de música dub, aunque más tarde acabaría transicionando hacia el dream pop experimental y la neopsicodelia. Estaba compuesta por Shinji Sato, vocalista; Kin-Ichi Motegi, batería; y Yuzuru Kashiwabara, que tocaba el bajo. En el momento de la formación, los componentes eran estudiantes de la Universidad Gakuin de Tokio, aunque se habían conocido a través de un colectivo de compositores musicales llamado Song Lights. Su primera contribución al mundo de la música se publicó en 1989 como parte de un álbum de compilación de ska llamado Panic paradise. El teclista Hakase-Sun se unió a la banda en 1990. Esta firmó un acuerdo con Virgin Records Japón a finales del año 1990.
Su primer álbum, Chappie Don't Cry, de naturaleza reggae, fue publicado en 1991. A finales de ese mismo año sacaron el EP Corduroy's Mood. Este fue seguido de King Master George en 1992, año en el que también grabaron el tema de la serie de televisión Days Tottenham Pub. Ambos álbumes y el EP se hallan englobados dentro del estilo dub. En 1993, el productor Kazuyuki Matsumuro se unió al grupo, y su influencia daría forma a la tendencia experimental de Fishmans en los próximos años. Más tarde, a través de los álbumes Aerial Camp (1995) y Uchū Nippon Setagaya (1997), Fishmans experimentó con géneros como el dream pop, el rock experimental, el shoegaze y la música ambiental.
En 1996 publicaron los álbumes Kuchu Camp y Long Season. Este último se desarrolla en una sola canción, «Long Season», de 35 minutos de extensión, dividida en varias secciones, como una expansión de la canción «Season» que la banda publicó como sencillo varios meses antes.
En 1999 publicaron su último álbum en directo, grabado en un concierto que se llevó a cabo tres meses antes del fallecimiento de su vocalista. El álbum, 98.12.28 Okotachi No Wakare, es a menudo reconocido como el más influyente de la carrera de la banda.
Aunque alcanzaron modesto reconocimiento en Japón durante su vida activa como banda, su influencia no alcanzó la esfera internacional hasta mucho después de su separación tras la muerte de Shinji Sato, fallecido a los 33 años por una cardiopatía.